# 小卡拉恰伊區

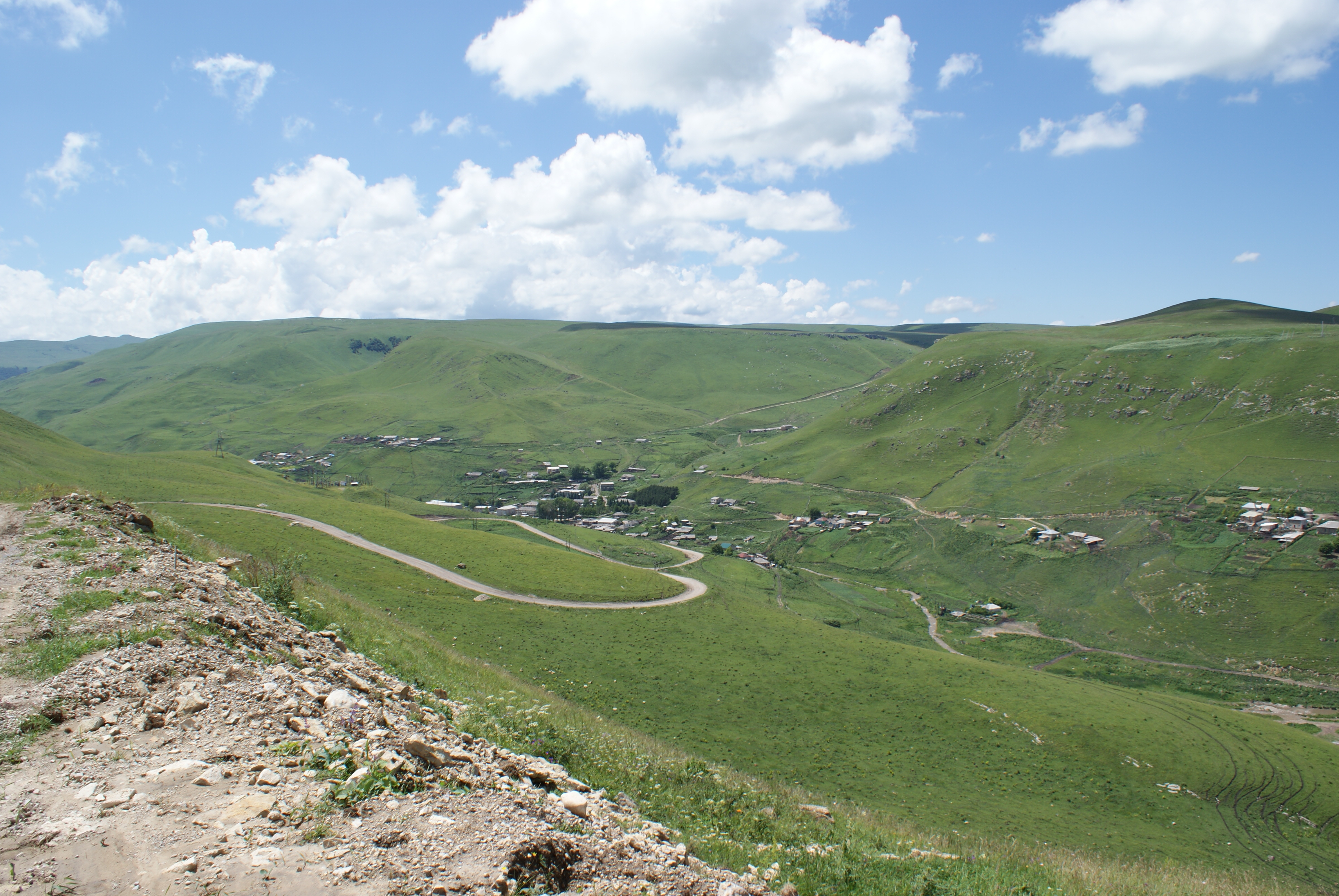

43°57′N 42°31′E / 43.950°N 42.517°E
小卡拉恰伊區（俄语：Малокарачаевский район），是俄羅斯的一個區，位於該國西南部，由卡拉恰伊-切爾克斯共和國負責管轄，面積1,366平方公里，2010年人口43,318，人口密度每平方公里31.71人。